# Glasow (Vorpommern)
Glasow ist eine Gemeinde im Landkreis Vorpommern-Greifswald im Südosten von Mecklenburg-Vorpommern. Sie gehört zum Amt Löcknitz-Penkun mit Sitz in der Gemeinde Löcknitz.

## Geografie
Die Gemeinde Glasow liegt zwischen Löcknitz und Penkun in einer hügeligen Landschaft. Etwa drei Kilometer westlich von Glasow verläuft der Fluss Randow im Randowbruch, der die Grenze zum Land Brandenburg markiert; zehn Kilometer östlich befindet sich die Grenze zu Polen.
Umgeben wird Glasow von den Nachbargemeinden Ramin im Norden, Grambow im Nordosten, Krackow im Südosten und Süden sowie Brüssow im Westen.

## Gemeindegliederung
- Glasow
- Streithof
- Glasow-Ausbau (Wohnplatz)

## Geschichte
1497 wurde Glasow zum ersten Mal als ein zu Hohenholz gehörendes Dorf erwähnt. Der Gutshof wurde 1939 an die Pommersche Landgesellschaft in Stettin verkauft. Streithof, ein ehemaliges Rittergut, entstand als Vorwerk des Dorfes Hohenholz.

### Einwohnerentwicklung
Die Einwohnerzahl von Glasow ist seit Jahren leicht rückläufig.
| \| Jahr \| Einwohner \| Quelle \| \| ---- \| --------- \| ------ \| \| 1900 \| 386 \| [2] \| \| 1925 \| 384 \| [3] \| \| 1933 \| 429 \| [3] \| \| 1939 \| 434 \| [3] \| \| 1990 \| 287 \| [4] \| \| 1995 \| 249 \| [4] \| \| 2000 \| 206 \| [4] \| \| 2005 \| 183 \| [4] \| \| 2010 \| 170 \| [4] \| \| 2015 \| 150 \| [5] \| \| 2020 \| 150 \| [6] \| |           |        |
| Jahr | Einwohner | Quelle |
| 1900 | 386       | [ 2 ]  |
| 1925 | 384       | [ 3 ]  |
| 1933 | 429       | [ 3 ]  |
| 1939 | 434       | [ 3 ]  |
| 1990 | 287       | [ 4 ]  |
| 1995 | 249       | [ 4 ]  |
| 2000 | 206       | [ 4 ]  |
| 2005 | 183       | [ 4 ]  |
| 2010 | 170       | [ 4 ]  |
| 2015 | 150       | [ 5 ]  |
| 2020 | 150       | [ 6 ]  |

## Bürgermeister

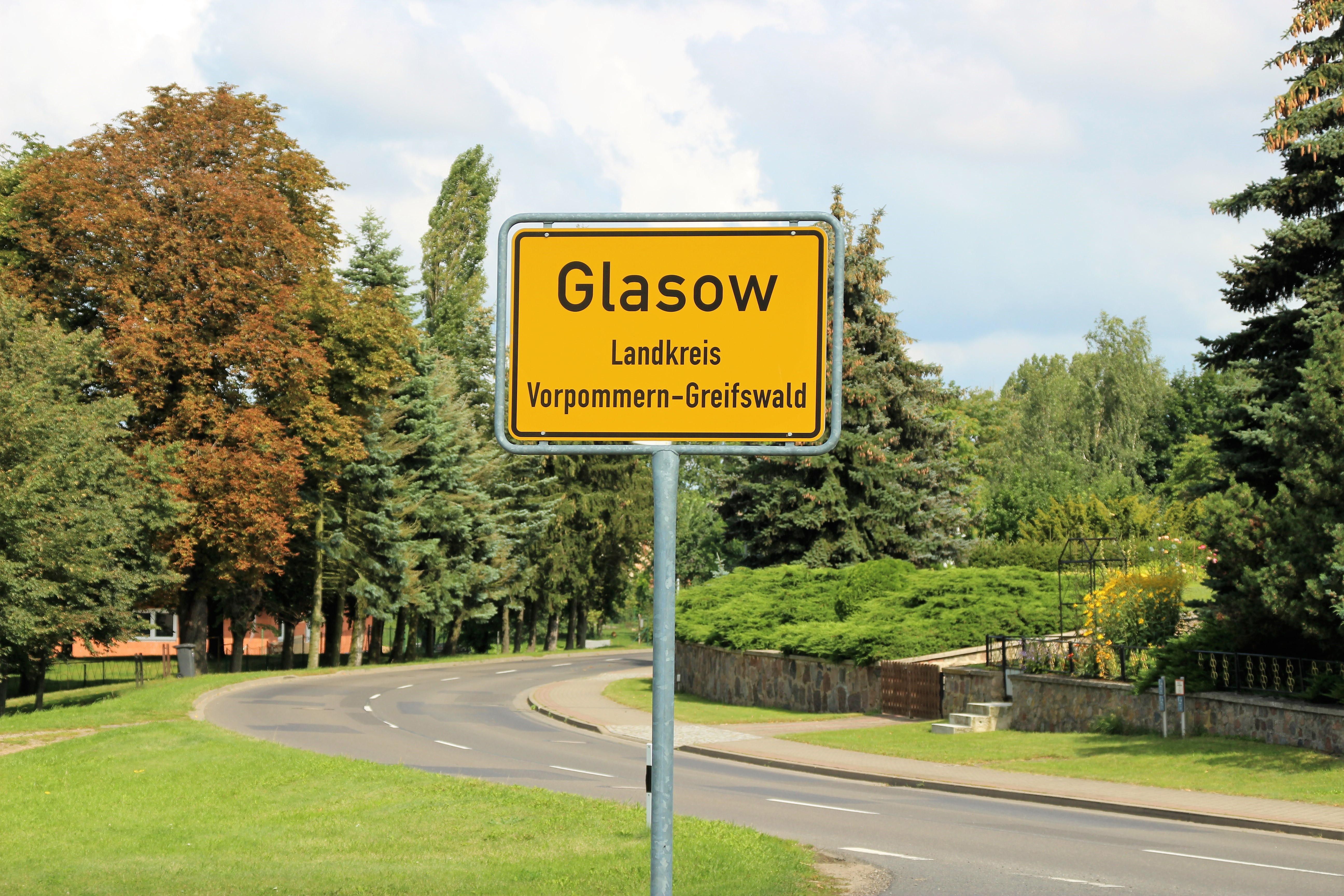
Südlicher Ortseingang

- vor 2006 bis 2014 Gert Zweigler
- seit 2014 Reimund Sommer

## Dienstsiegel
Die Gemeinde verfügt über kein amtlich genehmigtes Hoheitszeichen, weder Wappen noch Flagge. Als Dienstsiegel wird das kleine Landessiegel mit dem Wappenbild des Landesteils Vorpommern geführt. Es zeigt einen aufgerichteten Greifen mit aufgeworfenem Schweif und der Umschrift „GEMEINDE GLASOW * LANDKREIS VORPOMMERN-GREIFSWALD“.

## Sehenswürdigkeiten
- Granitquader-Kirche aus dem 13. Jahrhundert mit historischer Sonnenuhr
- ehemalige Dorfschule
- Dorfklub alias Kulturhaus
- alte Mühle
- ehemalige Schule und Konsum-Laden, jetzt Sitz des Blauen Kreuzes
- Grabhügel „Schwarzer Berg“ mit Steinkiste am Dorfrand
- „Glasower Alpen“

siehe auch: Liste der Baudenkmale in Glasow (Vorpommern)

## Verkehrsanbindung
Die nächsten Bahnhöfe befinden sich in Löcknitz und Grambow (Vorpommern). Acht Kilometer südlich liegt der Autobahnanschluss Penkun der A 11 Berlin–Stettin.